# Pterocheilus tibetanus
Pterocheilus tibetanus är en stekelart som beskrevs av Meade-waldo. Pterocheilus tibetanus ingår i släktet palpgetingar, och familjen Eumenidae. Inga underarter finns listade i Catalogue of Life.